# 小行星11787
小行星11787（11787 Baumanka）是一颗绕太阳运转的小行星，为主小行星带小行星。该小行星于1977年8月19日发现。

## 轨道参数
小行星11787的轨道半长轴为2.6639748 UA，离心率为0.177。